# Deutsche Umschlaggesellschaft Schiene-Straße
Die Deutsche Umschlaggesellschaft Schiene-Straße (DUSS) mbH (Eigenschreibweise Deutsche Umschlaggesellschaft Schiene - Straße) ist ein deutsches Eisenbahninfrastrukturunternehmen mit Sitz in Bodenheim, das in Deutschland Umschlagbahnhöfe betreibt, plant und baut.

## Beschreibung
Die DUSS wurde im November 1982 von der Deutschen Bundesbahn gegründet. Gesellschafter des Unternehmens sind zu 75 % die DB InfraGO AG, zu 12,5 % die Deutsche Bahn AG und zu 12,5 % die Kombiverkehr GmbH & Co. KG. Insgesamt betreibt das Unternehmen 24 Umschlagbahnhöfe für den Containerverkehr und ein Terminal für die Rollende Landstraße (RoLa).

## Umschlagterminals
Neben mehreren kleineren betreibt die DUSS folgende große ganzzugfähige Umschlagterminals:
| Ort                                         | Eröffnung | Gleislängen                          | Max. Umschlagskapazität in TEU/Jahr           |   |
| ------------------------------------------- | --------- | ------------------------------------ | --------------------------------------------- | - |
| Basel – Weil am Rhein                       |           | 3680 m: 4× 645 m, 2× 550 m           | 130.000                                       |   |
| Duisburg Ruhrort Hafen                      | 1992      | 5950 m: 1× 750 m, 5× 680 m, 3× 600 m | 200.000                                       |   |
| Frankfurt/Main-Ost                          | 1968/2004 | 2640 m: 4× 660 m                     | 100.000                                       |   |
| Großbeeren                                  | 1998      | 2100 m: 2x 700 m, 2x 350 m           | 75.000                                        |   |
| Hamburg-Billwerder                          | 1993      | 5360 m: 4× 720 m, 4× 680 m, 4× 585 m | 300.000 (bis 2012) 370.000                    |   |
| Köln Eifeltor                               | 1969      | 8400 m: 4× 700 m, 4× 700 m           | 270.000 (bis 2012) 360.000 mit RoLA-Verladung |   |
| Kornwestheim (bei Stuttgart)                | 1997      | 5300 m: 4× 700 m, 4× 620 m           | 175.000                                       |   |
| MegaHub Lehrte (gemeinsam mit Kombiverkehr) | 2020      | 4320 m: 6× 700 m (bzw. 720 m)        | 267.000                                       |   |
| Leipzig-Wahren                              | 2001      | 5600 m: 4× 700 m, 4× 700 m           | 220.000                                       |   |
| Mannheim Handelshafen                       | 1991      | 3350 m: 4× 700 m, 1× 550 m           | 100.000                                       |   |
| München-Riem                                | 1992      | 9800 m: 14× 700 m                    | 270.000 (bis 2011) 360.000                    |   |
| Ulm                                         | 2005      | 2800 m: 4× 700 m                     | 100.000                                       |   |
| Wuppertal-Langerfeld                        | 1969      | 2520 m: 4× 630 m                     | 96.000                                        | 0 |

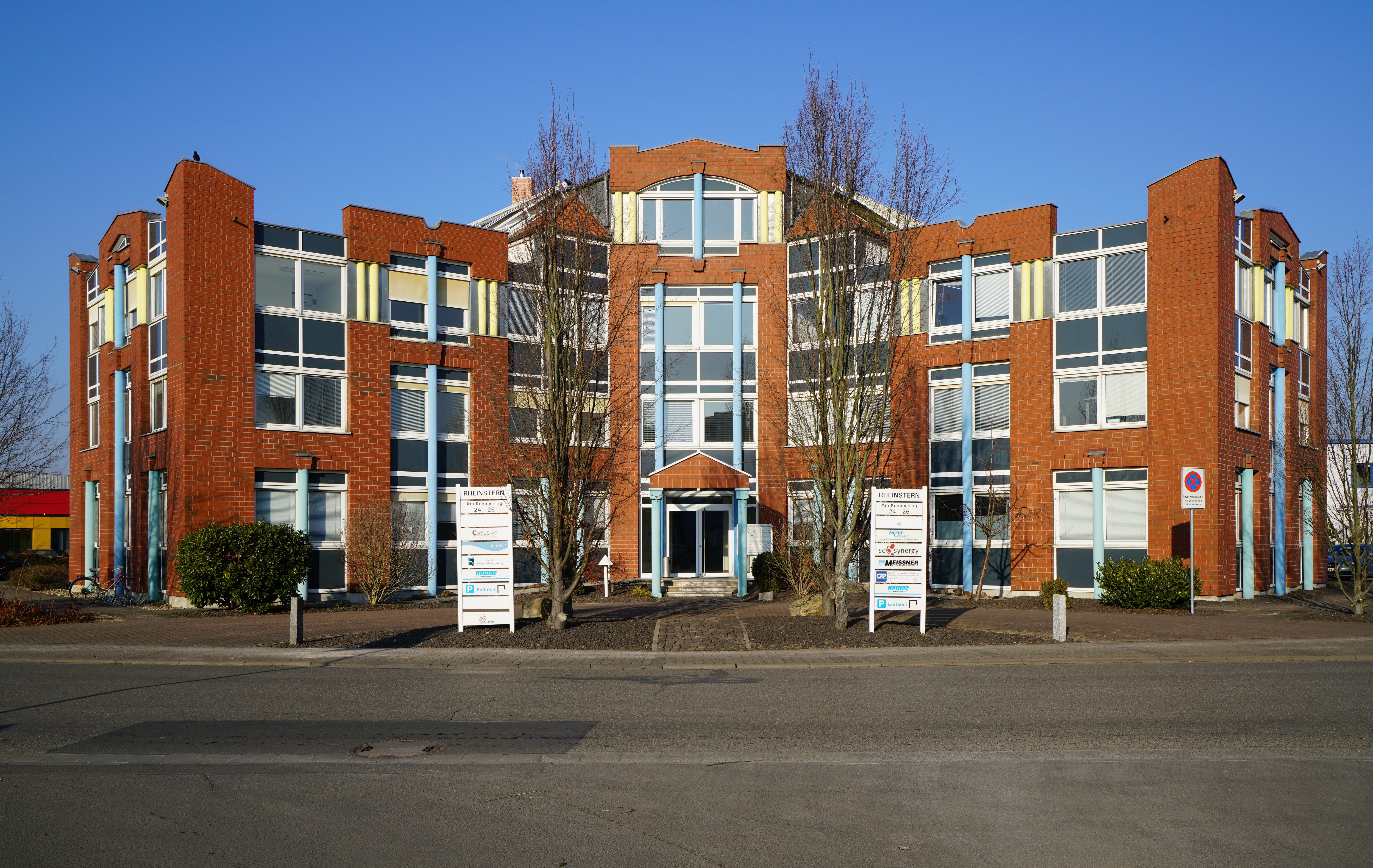
Der Sitz der Deutschen Umschlaggesellschaft Schiene-Straße (DUSS) in Bodenheim

Die DUSS ist außerdem mit Partnern bei weiteren Terminals beteiligt:
- Hafen Nürnberg TriCon Container Terminal Nürnberg mit RoLa-Verladung[21]
- Hafen Heilbronn THG Terminal Heilbronn GmbH (mit drei weiteren Partnern)[22]
- Güterverkehrszentrum Burghausen Kombi Terminal Burghausen GmbH (mit zwei weiteren Partnern)[23]

## RoLa-Terminals
Die DUSS betreibt in Freiburg ein Terminal allein für die Rollende Landstraße. Von dort werden seit 2001 im Alpentransit bis zu elf tägliche Zugpaare nach Novara von RAlpin durchgeführt.